# Rzesznikowo (przystanek kolejowy)
Rzesznikowo – zlikwidowany przystanek kolei wąskotorowej w Rzesznikowie, w województwie zachodniopomorskim, w Polsce. Został zlikwidowany w 1966 roku.